# LOL (álbum de GFriend)
LOL é o primeiro álbum do girl group coreano GFriend. Lançado em 11 de julho pela Source Music e LOEN Entertainment. O álbum, que possui um estilo retrô, tem uma sonoridade diversificada, passando em gêneros como pop, rock, reggae e R&B. O primeiro single "Navillera" foi lançado juntamente com o álbum, a música estreou na primeira posição na principal tabela musical coreana.

## Antecedentes
Em março de 2016, o CEO da agência Source Music revelou que "GFriend entrará no mercado japonês esse ano não importa o que aconteça. É bem provável que elas lançarão uma nova canção esse verão". Já em maio, um representante da Source Music afirmou que "É verdade que G-Friend estão gravando uma nova música planejada para ser lançada em julho", também acrescentou que elas estavam trabalhando com o compositor Lee Ki Yong Bae, que já tinha trabalhado com o grupo nos últimos singles. Em 28 de julho, GFriend liberou teasers e a data oficial do próximo comeback em seu Instagram e Twitter.

## Lançamento e promoção
LOL é o primeiro álbum de GFriend que sai da trilogia colegial que o grupo já estava seguindo desde o seu debut. Lançado em 11 de julho, o álbum consiste em duas versões: "Laughing Out Loud" e "Lots of Love". No mesmo dia, o grupo realizou dois showcases para promover o álbum no Yes24 Live Hall em Gwangjin-gu que foi transmitida pela V App.  O grupo iniciou as promoções nos programas musicas no The Show, performando o single, juntamente de "Gone with the Wind". O grupo encerrou as atividades após 4 semanas, onde totalizaram 14 prêmios com "Navillera", fazendo com que GFriend seja o grupo com mais prêmios no período de um ano letivo (29 no total).
Elas promoveram o álbum com uma mini-turnê intitulada The L.O.L Asia showcase, passando em países como Coreia do Sul, Japão e Taiwan.

## Recepção
Miriam Steglich do Korea JoongAng Daily descreveu o álbum como algo que "expressa o coração e o sentimento de uma garota jovem", além das canções irem de "alegres e energéticas" para "calmas e relaxantes" e ainda acrescenta a diversidade e ótima escolha dos instrumentais que o álbum possui. Porém, ela abre uma crítica dizendo que "infelizmente, não é muito diferente do último, deixando espaço para melhorias e expectativas para um próximo esforço".
O álbum foi um sucesso nacionalmente, no início de julho foi relatado que o álbum tinha registrado mais de 60 mil cópias na pré-venda.Além disso, ficaram na quarta posição dos álbuns mais vendidos no mês de lançamento na principal tabela musical coreana, a Gaon vendendo mais de 40 mil cópias. A faixa-título do álbum, Navillera, ocupou a primeira posição na Gaon Digital Chart vendendo mais de 270 mil exemplares apenas na primeira semana. "LOL", "Mermaid" e "Gone with the Wind" também entraram na tabela em #80, #83 e #87, respectivamente. Internacionalmente, o álbum ocupou a sétima posição no Billboard World Albums, sendo a segunda entrada do grupo na tabela, enquanto "Navillera" ocupou a décima segunda posição na Billboard Digital Songs.

## Lista de faixas
| N.º            | Título                             | Letras                                  | Música                                  | Arranjo                                 | Duração |  |
| 1.             | "Intro"                            |                                         | Jo In-ho Kim Woong                      | Jo In-ho Kim Woong                      | 1:06    |  |
| 2.             | "Fall in Love (물들어요)"          | Hong Beom-gyu Jo In-ho Kim Woong        | Hong Beom-gyu Jo In-ho Kim Woong        | Hong Beom-gyu Kim Woong                 | 3:18    |  |
| 3.             | "Navillera (너 그리고 나)"         | Iggy Seo Yong-bae                       | Iggy Seo Yong-bae                       | Iggy Seo Yong-bae                       | 3:14    |  |
| 4.             | "LOL"                              | Kim Eana                                | Master Key Phat Music Score             | Master Key Phat Music Score             | 3:30    |  |
| 5.             | "Distance (한 뼘)"                 | Iggy Seo Yong-bae                       | Iggy Seo Yong-bae                       | Iggy Seo Yong-bae                       | 3:37    |  |
| 6.             | "Water Flower (물꽃놀이)"          | Hong Beom-gyu Kim Woong Iggy            | Hong Beom-gyu Kim Woong Iggy            | Hong Beom-gyu Kim Woong                 | 3:41    |  |
| 7.             | "Mermaid"                          | Mio                                     | Mio                                     | Mio                                     | 3:27    |  |
| 8.             | "Sunshine (나의 일기장)"           | E.ONE                                   | E.ONE                                   | E.ONE                                   | 3:31    |  |
| 9.             | "Compass (나침반)"                 | Kim Jung-yoon Oh Ji-hoon Choi Hyun-joon | Kim Jung-yoon Oh Ji-hoon Choi Hyun-joon | Kim Jung-yoon Oh Ji-hoon Choi Hyun-joon | 3:30    |  |
| 10.            | "Click (찰칵)"                     | Mafly Hyuk Shin                         | MRey DK                                 | Hyuk Shin MRey                          | 3:18    |  |
| 11.            | "Gone with the Wind (바람에 날려)" | E.ONE                                   | E.ONE                                   | E.ONE                                   | 3:50    |  |
| 12.            | "Navillera (Instrumental)"         |                                         | Iggy Seo Yong-bae                       | Iggy Seo Yong-bae                       | 3:14    |  |
| Duração total: | Duração total:                     | Duração total:                          | Duração total:                          | Duração total:                          | 39:16   |  |

## Créditos
Créditos de LOL adaptado pelas linhas finais do álbum.
Locais
| - Gravado em Vibe Studio (faixa 2 até 11) - Mixagem em Cube Studio (faixa 1 até 3, 5, 6, 8, 11, 12) - Mixagem em MasterPiece SoundLab (faixa 4, "LOL") | - Mixagem em Vibe Studio (faixa 7, "Mermaid") - Mixagem em W Studio (faixa 9, "Compass") - Mixagem em Joombas Factory USA (faixa 10, "Click") |

Performances
| - Yuju – vocal principal - Sowon – vocal principal - Yerin – vocal principal - Eunha – vocal principal | - SinB – vocal principal - Umji – vocal principal - Kim So-ri – vocal de apoio (faixa 2 até 7, 9, 10) - Geum Jo – vocal de apoio (faixa 8, "Sunshine"; faixa 11, "Gone with the Wind") |

Técnico
| - Kwak Jeong-sin – Diretor de gravação, mixagem - Jeong Mo-yeon – Diretor de gravação - Maxx Song – Diretor de gravação - Iggy – Composição, produção, arranjo, teclado, sintetizador, guitarra - Seo Yong-bae – Composição, produção, arranjo, caixa de ritmos - Hong Beom-gyu – Composição, produção, arranjo, caixa de ritmos, guitarra - Kim Jung-yoon – Composição, produção, arranjo, sintetizador - Kim Woong – Composição, produção, arranjo, piano, sintetizador - Master Key – Produção, arranjo, mixagem, caixa de ritmos - Oh Ji-hoon – Composição, produção, arranjo, caixa de ritmos - Score – Produção, arranjo, caixa de ritmos, piano - Choi Hyun-joon – Composição, produção, arranjo - E.ONE – Composição, produção, arranjo - Jo In-ho – Composição, produção, arranjo - Mio – Composição, produção, arranjo, todos os instrumentos - MRey – Produção, arranjo, mixagem - Hyuk Shin – Composição, arranjo - Phat Music – Produção, arranjo | - Kim Eana – Composição - Mafly – Composição - Jung Ho-hyun – Todos os instrumentos - Oreo – Todos os instrumentos - Choi Hoon – Baixo - Kim Ye-il – Baixo - Jung Soo-wan – Guitarra - Lee Tae-wook – Guitarra - No Eun-jong – Guitarra - Young – Guitarra - Im Jin-cheol – Harmônica - Ho-hyun – Teclado - EJ.SHOW – Teclado - Jo-ssi Ahjussi – Mixagem - Jo Joon-sung – Mixagem - Shin Jae-bin – Mixagem - Yoong String – Instrumentos de cordas - Kwon Seok-hong – Arranjo de instrumentos de cordas |

## Desempenho nas tabelas musicais
| Tabela musical (2016)                | Melhor posição |
| ------------------------------------ | -------------- |
| Coreia do Sul (Gaon Chart)           | 3              |
| Mundo (Billboard World Albums Chart) | 7              |

### Vendas
| País          | Vendas |
| ------------- | ------ |
| Coreia do Sul | 78,348 |
| Japão         | 3,088  |

## Prêmios e indicações

### Premiações
| Ano  | Premiação               | Nomeação  | Categoria             | Resultado |
| ---- | ----------------------- | --------- | --------------------- | --------- |
| 2017 | Golden Disc Awards      | LOL       | Disk Bonsang          | Indicado  |
| 2017 | Gaon Chart Music Awards | Navillera | Música do Ano (Julho) | Indicado  |

### Programas musicais
| Música      | Programa musical | Data                 |
| ----------- | ---------------- | -------------------- |
| "Navillera" | The Show         | 19 de julho de 2016  |
| "Navillera" | The Show         | 2 de agosto de 2016  |
| "Navillera" | The Show         | 9 de agosto de 2016  |
| "Navillera" | Show Champion    | 20 de julho de 2016  |
| "Navillera" | Show Champion    | 10 de agosto de 2016 |
| "Navillera" | M Countdown      | 21 de julho de 2016  |
| "Navillera" | M Countdown      | 28 de julho de 2016  |
| "Navillera" | M Countdown      | 4 de agosto de 2016  |
| "Navillera" | Music Bank       | 22 de julho de 2016  |
| "Navillera" | Music Bank       | 29 de julho de 2016  |
| "Navillera" | Music Bank       | 12 de agosto de 2016 |
| "Navillera" | Inkigayo         | 24 de julho de 2016  |
| "Navillera" | Inkigayo         | 31 de julho de 2016  |
| "Navillera" | Inkigayo         | 7 de agosto de 2016  |

## Histórico de lançamento
| País          | Data                | Formato              | Gravadora                        |
| ------------- | ------------------- | -------------------- | -------------------------------- |
| Coreia do Sul | 11 de julho de 2016 | Download digital, CD | Source Music, LOEN Entertainment |
| Mundo         | 11 de julho de 2016 | Download digital, CD | Source Music, LOEN Entertainment |